# Gellerup Kirke
 Ikke at forveksle med Gjellerup Kirke.
Gellerup Kirke ligger ved Gellerupparken i det vestlige Aarhus og har Nordgårdskolen, Gellerup Bibliotek, Gellerupscenen og indkøbscenteret City Vest blandt sine nærmeste naboer. Kirken blev indviet 6. juni 1976 efter at indbyggertallet i området var steget markant i begyndelsen af 1970'erne med opførelsen af Gellerupparken.
Ved kirkens 25 års jubilæum i 2001 besøgte dronning Margrethe 2. kirken.
Kirkens nuværende alterudsmykning er udført af Arne Haugen Sørensen i keramik og blev taget i brug palmesøndag – 13. april – 2003. Motiverne er syndefaldet, forsoningen og treenigheden fremstillet ved henholdsvis uddrivelsen fra Paradis og Jesu korsfæstelse og opstandelse.
- På pladsen foran kirken ses skulpturen Havet af Bent Sørensen
- Kirkerummet

## Eksterne kilder og henvisninger
- Gellerup Kirke hos KortTilKirken.dk
- Gellerup Kirke i bogværket Danmarks Kirker (udg. af Nationalmuseet)

- Wikimedia Commons har flere filer relateret til Gellerup Kirke